# Welcome to Dongmakgol
Welcome to Dongmakgol (en coreà 웰컴 투 동막골 Welkkeom tu Dongmakgol) és una comèdia dramàtica sud-coreana de l'any 2005, dirigida per Park Kwang-hyun i protagonitzada per Shin Ha-kyun, Jeong Jae-yeong i Kang Hye-jeong. Opera prima del seu director, va ser el primer film d'aquest país seleccionat per a l'Oscar a la millor pel·lícula de parla no anglesa, i al mateix temps la quarta pel·lícula més taquillera de Corea del Sud de tots els temps (a partir del desembre de 2012 se situa al dotzè lloc).

## Argument
Durant la Guerra de Corea, un pilot americà s'estavella a la muntanya i és rescatat pels habitants d'un poblet aïllat de la civilització anomenat Dongmakgol. Prop d'allí també té lloc una batalla entre les tropes de Corea del Sud i del Nord. De la confusió resultant, tres soldats nord-coreans i dos de sud-coreans es perden i acaben per trobar-se tots en aquest mateix poble. Després d'un primer contacte explosiu, hauran d'aprendre a conviure i a participar en la vida del poble, els habitants del qual no semblen preocupar-se pel conflicte que els envolta.

## Premis
Blue Dragon Film Awards:
- Millor actor secundari - Im Ha-ryong
- Millor actriu secundària - Kang Hye-jung

Korean Film Awards:
- Millor pel·lícula
- Millor director - Park Kwang-hyun
- Millor actriu secundària - Kang Hye-jung
- Millor guió - Jang Jin, Park Kwang-hyun, Kim Joong
- Millor música - Joe Hisaishi
- Millor director debutant - Park Kwang-hyun
- Millor actor debutant - Ryu Deok-hwan

Grand Bell Awards:
- Millor actriu secundària - Kang Hye-jung